# Kiwanis
 (octobre 2014).
Si vous disposez d'ouvrages ou d'articles de référence ou si vous connaissez des sites web de qualité traitant du thème abordé ici, merci de compléter l'article en donnant les références utiles à sa vérifiabilité et en les liant à la section « Notes et références ».
Kiwanis International est une organisation fondée le 21 janvier 1915 aux États-Unis, à Détroit dans le Michigan. Le premier club francophone au monde a été créé dans la ville de Québec , au Canada, en 1921. Le premier club créé en Europe est celui de Vienne en 1963, en France celui de Metz en 1964. Le siège mondial est installé à Indianapolis dans l'Indiana depuis 1982.
Aujourd'hui le Kiwanis est présent dans 100 pays avec 8 500 clubs.

## Présentation
Le Kiwanis est un « club service » animé par des hommes et des femmes, une organisation mondiale de bénévoles, responsables et de bonne volonté désirant construire un monde meilleur.
Son nom : nunkee-wan-nis, vient d'un terme indien signifiant : « Nous avons plaisir à partager nos talents ». Adapté phonétiquement, il devient « Kiwanis » ce qui se traduit par « expression de soi-même ».

## Organisation

### Hiérarchie
Le Kiwanis est divisé en groupes plus ou moins importants. Le Kiwanis International est divisé en cinq régions : Les États-Unis (28 districts), le Canada et les Caraïbes (2 districts), la Fédération européenne (11 districts), l’Asie-Pacifique (7 districts) et l’Amérique latine (1 district) avec toutes les autres régions du monde. Chaque groupe est divisé en districts, puis en divisions, en clubs et en commissions.

### La Fédération européenne
Ce groupe est composé de 30 000 membres. Il est divisé en douze districts : Allemagne, Autriche, Belgique-Luxembourg, France-Monaco, Grande-Bretagne, Islande-Îles Féroé, Italie, Norvège, Pays-Bas, Pologne, République tchèque-Slovaquie et Suisse-Liechtenstein avec tous les autres pays européens.

### Les commissions et les officiers
Il y a deux types de commissions : les commissions d’action, qui s’occupent de l’expansion, de la formation, de la communication des actions sociales, etc., et les commissions d’assistance, qui règlent les finances, le règlement, les réunions, etc. Les officiers sont : le président, le vice-président, le secrétaire, le trésorier et un lieutenant gouverneur pour chaque division. Le mandant de tous les officiers du district a une durée d’une année qui début le premier jour du mois d’octobre. Tout officier de club a le devoir et la responsabilité de promouvoir les buts et les objectifs du Kiwanis International.

### Règles: statuts et règlements
Les statuts et les règlements sont adoptés et amendés par les délégués lors des assemblées générales de club, de district, de la fédération et du Kiwanis International.
Le Règlement d'ordre intérieur (ROI) est lui aussi adopté et amendé par les officiers lors de ces assemblées générales.

## Actions sociales
À travers différents projets culturels, sportifs, ou autres comme des récoltes de vivres, le Kiwanis, grâce aux fonds récoltés ou aux dons en nature peut mener à bien ses actions sociales. Celles-ci sont particulièrement orientées vers l’enfance défavorisée et en difficulté.

### Réalisations au niveau mondial (Kiwanis International)

#### Projet «Eliminate»
Le Kiwanis International et l'UNICEF ont uni leurs efforts en vue « d’éliminer » le tétanos maternel et néonatal (TMN). Cette action qui a constitué l’une des plus importantes réussites du XXe siècle en matière de santé publique[réf. nécessaire].

#### Lutte contre les troubles dus à la carence en iode (TDCI)
La carence en iode est la principale cause des cas d’arriération mentale évitables. Elle peut provoquer le crétinisme dans les cas extrêmes, et même une carence légère peut entraîner une perte importante des facultés d’apprentissage. Elle est aussi à l’origine du goitre et les femmes carencées courent davantage de risques de faire une fausse couche ou d’accoucher d’un enfant mort-né.
De 1994 à 2006, le Kiwanis International aurait rassemblé plus de 100 000 millions de dollars américains, pour financer les actions menées par l'UNICEF dans le cadre de la lutte contre les TDCI.

### Exemple de réalisations au niveau local (club services)
- soutenir des institutions qui accueillent notamment des femmes seules avec enfants qui ont subi des violences conjugales par l’achat de matériel divers (cuisinière, literie, vélos pour enfants…) ;
- distribuer des vivres à des associations sociales qui soutiennent ces familles en collaboration avec de grandes surfaces qui ouvrent leurs portes pendant un week-end aux membres du club ;
- organiser un réveillon de Noël permettant à des familles de passer un heureux moment au chaud, autour d’un bon repas et dans un esprit convivial.